# Libertà (film)
Libertà (Liberty) è un film del 1929 con Laurel & Hardy diretto da Leo McCarey e prodotto da Hal Roach.

## Trama
Stanlio e Ollio fuggono dal carcere ma gli abiti che gli danno i loro complici per sostituire le tute rigate non sono proprio della misura giusta: i pantaloni di Ollio sono troppo stretti, mentre quelli di Stanlio sono troppo larghi.
Lo scambio viene sempre turbato da qualche cosa. Ad un tratto inavvertitamente, quando riescono nell'impresa, un granchio vivo finisce inavvertitamente nei pantaloni di Ollio, provocandogli dei pizzichi. Finiscono, inseguiti da un poliziotto e senza volerlo sopra un palazzo in costruzione pericolosissimo. Qui riescono a scambiarsi i pantaloni, e il granchio pizzica adesso Stanlio, ma devono riuscire ad arrivare alla scala a pioli situata dall'altra parte del palazzo senza cadere di sotto. Dopo tanti rischi ci arrivano, ma la scala è legata con una semplice corda e quando Stanlio ci si mette comincia a slegarsi. Ollio lo salva per miracolo e rivanno al punto di partenza dopo aver rischiato altre volte la pelle. Riscendono così salvi. In compenso, il poliziotto viene schiacciato dall'ascensore diventando un nano.

## Curiosità
- Esiste una versione doppiata da Enzo Garinei e Giorgio Ariani che leggono gli intertitoli ad alta voce.
- La scena del palazzo in costruzione è stata ripresa dalla comica muta con Harold Lloyd del 1921 Viaggio in paradiso e dal cortometraggio della coppia del 1928 Noi sbagliamo.